# Таратул-Меэр
Таратул-Меэр — село в Унцукульском районе Дагестана.

## Географическое положение
Расположено близ устья реки Параулозень, в 50 км к юго-востоку от районного центра — села Унцукуль.

## Население
| 1939 | 1970 | 1989 | 2002 | 2010 | 2021 |
| ---- | ---- | ---- | ---- | ---- | ---- |
| 32   | ↗141 | ↘56  | ↘31  | ↘0   | ↗2   |